# Stachelröhrenmäuler
Indostomus ist eine Gattung sehr kleiner Süßwasserfische aus dem festländischen Südostasien. Das erste Mitglied der Familie, Indostomus paradoxus, wurde in den zwanziger Jahren im Indawgyi-See in Birma entdeckt. Da der Fisch morphologisch einzigartig war, wurde die neue Familie Indostomidae für ihn geschaffen. Er ist drei bis vier Zentimeter lang.
In den 1990er Jahren wurden zwei weitere Arten entdeckt. Der nur 2,5 Zentimeter lange Indostomus crocodilus kommt aus der Provinz Narathiwat im Süden Thailands. Indostomus spinosus wurde im Mekong und in nahen Sümpfen gefunden. Er wird drei Zentimeter lang.

## Merkmale
Indostomus-Arten haben einen schlanken, mit Knochenschuppen gepanzerten Körper. Der Oberkiefer ist nicht vorstreckbar. Der weichstrahligen Rückenflosse gehen fünf kurze, isolierte, nicht mit Flossenmembran verbundene Hartstrahlen voran. Rücken- und Afterflosse stehen sich in der Mitte des Körpers symmetrisch gegenüber. Indostomus sind Physoclisten, haben also eine geschlossene Schwimmblase. Rippen fehlen. Die Anzahl der Wirbel liegt normalerweise bei 21, die der Branchiostegalstrahlen bei 5.
- Flossenformel: Dorsale V/6, Anale 6, Pectorale 23, Ventrale 4

## Arten
Bisher wurden drei Arten beschrieben:
- Indostomus crocodilus
- Indostomus paradoxus
- Indostomus spinosus

## Systematik
Nach der Entdeckung wurde die Familie wegen der äußeren Ähnlichkeit der Ordnung der Stichlingsartigen (Gasterosteiformes) zugeordnet. Der Vergleich der DNA zeigt jedoch, dass sie relativ nahe Verwandte der Kiemenschlitzaale (Synbranchidae) sind. In einer Revision der Knochenfischsystematik aus dem Jahr 2013 stellen Betancur-R. und Kollegen die Indostomidae deshalb in die Ordnung der Kiemenschlitzaalartigen (Synbranchiformes), die ihren Verbreitungsschwerpunkt ebenfalls in Südostasien hat.